# Klaus Majne
Klaus Majne je nemački pevač, tekstopisac i muzičar, najpoznatiji kao glavni vokal nemačkog hard rock benda Scorpions.
Majne se nalazio na 22. mestu liste Najbolji heavy metal pevači iz 2006. godine.

## Biografija
Majne je poznat po svom jedinstvenom tenor glasu, koji može pevati sve od mirnih balada do najviših nota.
Napisao je većinu tekstova za pesme Scorpiona, a neki od hitova su "Wind of Change", "You and I", "But the Best for You", "Does Anyone Know", "A Moment in a Million Years", "Moment of Glory", "I Wanted to Cry", "Back to You", "My City, My Town", "Follow Your Heart", "Rock'n' Roll Band", "The World We Used To Know" i "Who We Are".
Godine 1981. je, nakon svetske turneje, tokom snimanja albuma Blackout, izgubio glas do granica gde nije mogao ni pričati kako treba. Zbog problema sa glasom doktor mu je savetovao da potraži novi posao. Ipak, Scorpionsi su ostali zajedno, te se Majne nakon dve operacije oporavio i vratio na scenu. Godine 2000. nagrađen je plaketom rodnog grada Hanovera. 
Pored Scorpionsa, sarađivao je sa izraelskom pevačicom Liel Kolet na pesmama "Send Me An Angel," "Bigger than life", "Keep the World Child" i "Jerusalem of Gold"; sa bendom Avantasia na pesmi "Dying for an Angel".

## Diskografija
- Lonesome Crow (1972)
- Fly to the Rainbow (1974)
- Virgin Killer (1976)
- Tokyo Tapes (1978)
- Lovedrive (1979)
- Animal Magnetism (1980)
- Blackout (1982)
- Savage Amusement (1988)
- Love at First Sting (1984)
- Crazy World (1990)
- Face the Heat (1993)
- Live Bites (1995)
- Pure Instinct (1996)
- Eye II Eye (1999)
- Moment of Glory (2000)
- Acoustica (2001)
- Unbreakable (2004)
- Humanity: Hour I (2007)
- Sting in the Tail (2010)
- Comeblack (2011)
- Return to Forever (2015)